# Rektorat Miłosierdzia Bożego w Łukowej
Rektorat Miłosierdzia Bożego w Łukowej – rektorat rzymskokatolicki istniejący w latach 2003–2012. Znajdował się w archidiecezji przemyskiej, w dekanacie Leżajsk II. Opiekę nad rektoratem sprawowali księża diecezjalni.
Wieś Łukowa należała do parafii leżajskich, najpierw farnej, a od 1969 roku – przyklasztornej Bernardynów. W 1981 roku weszła w skład nowo utworzonej parafii w Jelnej. 
21 grudnia 2003 roku utworzono samodzielny rektorat. 1 stycznia 2012 roku decyzją abpa Józefa Michalika rektoraty w Łukowej i Przychojcu zostały połączone, tworząc nową parafię Dobrego Pasterza Przychojec-Łukowa.
Kościół w Łukowej wybudowano w latach 1991–1995, według projektu arch. Stanisława Pąprowicza. Pełnił wówczas funkcję kościoła filialnego parafii jelneńskiej i został przekazany Prowincji Zakonnej Ojców Bernardynów w Krakowie. Obecnie jest kościołem filialnym parafii Przychojec-Łukowa.